# Знания, касающиеся вообще до философии
Знания, касающиеся вообще до философии, для пользы тех, которые о сей материи чужестранных книг читать не могут — одно из первых философских сочинений, напечатанных на русском языке. Его автором был адъюнкт Петербургской Академии вольфианец Григорий Теплов, а рецензию на него написал Михаил Ломоносов в 1750 году.

## Содержание
Книга состоит из 3-х частей:
- Часть первая. О должности и имени философа.
- Часть вторая. О начале и приращении философской науки даже до нашего времени.
- Часть третья. О средствах, надобных для управления разума нашего в исследовании истины.

Во введении он воздает хвалу разуму и определяет его как первое свойство души. Для развития разума в немалой степени помогает философия, которая делает человека Богу угодным, монарху послушным и обществу надобным. Философию по обычаю того времени Теплов разделяет на теоретическую (физика) и практическую (нравоучения). В одном месте он добавляет еще инструментальную философию или логику.
Касательно философии Теплов опровергает заблуждение, будто философ только тот, кто живет уединенно. Философствовать, прежде всего, значит знать «вещи просто бытность (existentia), знать бытности причину, знать причины количество и силу». Отсюда Теплов утверждает приоритет познания исторического (где главную роль играет опыт), однако его необходимо дополнять собственно философским познанием, то есть познанием посредством доказательств. Также существует еще математическое познание.
Историю философии Теплов делит на варварскую, греческую, средних веков и новую.
Из философских категорий он особо выделяет бытие (ens), существо (essentia) и вещество (substantia).